# Richard Gunn
Richard Kenneth Gunn (16. februar 1871 i London - 23. juni 1961) var en britisk bokser som deltog i OL 1908 i London.
Gunn blev olympisk mester i boksning under OL 1908 i London. Han vandt en guldmedalje i vægtklassen, fjervægt.